# Рацівська волость
Ставидлянська волость — адміністративно-територіальна одиниця Чигиринського повіту Київської губернії з центром у селі Рацеве.
Станом на 1886 рік складалася з 5 поселень, 5 сільських громад. Населення — 5185 осіб (2580 чоловічої статі та 2580 — жіночої), 797 дворових господарств.
|                    | Площа, десятин | У тому числі орної, дес. |
| ------------------ | -------------- | ------------------------ |
| Сільських громад   | 8863           | 2765                     |
| Казенної власності | 2100           | —                        |
| Іншої власності    | 108            | 71                       |
| Загалом            | 11071          | 2836                     |

Основні поселення волості:
- Рацеве — колишнє державне село при річці Тясмин за 12 верст від повітового міста, 1458 осіб, 226 дворів, православна церква, школа, постоялий будинок.
- Війтове — колишнє державне село при річці Тясмин, 1084 особи, 142 двори, православна церква, школа, постоялий будинок.
- Калантаїв — колишнє державне село при річці Тясмин, 684 особи, 108 дворів, постоялий будинок.
- Кожарки — колишнє державне село, 1292 особи, 234 двори, православна церква, школа, постоялий будинок, вітряний млин.

Старшинами волості були:
- 1909—1910 роках — Андрій Васильович Лещенко[2],[3];
- 1912—1915 роках — Петро Павлович Кириченко[4],[5],[6].